# Turka (powiat lubelski)
Turka – wieś w Polsce położona w województwie lubelskim, w powiecie lubelskim, w gminie Wólka. 
W latach 1975–1998 miejscowość należała administracyjnie do województwa lubelskiego.
Na terenie wsi ustanowiono dwa sołectwa Turka oraz Turka osiedle Borek. Na koniec 2022 sołectwo Turka liczyło 1587 mieszkańców a osiedle Borek 3406 mieszkańców (razem 4993 mieszkańców). Natomiast według Narodowego Spisu Powszechnego z roku 2011 wieś liczyła 3668 mieszkańców.
Wieś szlachecka położona była w drugiej połowie XVI wieku w powiecie lubelskim województwa lubelskiego. 

## Historia
Jedne z pierwszych wzmianek o Turce pochodzą z 1409. Była ona wtedy własnością szlachecką, a jej dziedzic nazywał się Jakusz Turecki. Kolejne pochodzą z opisu Jana Długosza, dotyczącego parafii Bystrzyca, oraz z XVII wieku, kiedy to podniósł się bunt chłopów. Między innymi, Wójtowicza i Sitarczyka.
W 1827 Turka liczyła 200 mieszkańców zamieszkujących 29 domów.
Był tu majątek patriotycznej rodziny o tradycjach powstańczych: powstańca kościuszkowskiego Adama Bielińskiego (1766–1855) i jego syna, sybiraka Aleksandra Bielińskiego (1818–1877). Wnuczka Aleksandra Bielińskiego, Maria Bielińska (1898–1983) wyszła za mąż za posła II Rzeczypospolitej Wacława Haczyńskiego – oboje byli ostatnimi właścicielami Turki. Wacław Haczyński zginął w Katyniu.
19 kwietnia 2009 erygowano nową parafię rzymskokatolicką pw. Jezusa Miłosiernego* , której proboszczem został ks. Waldemar Fac.